# Vasyl Kotsjoebej

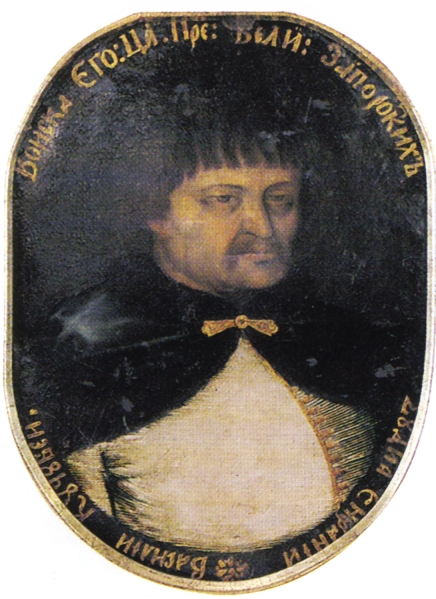
Vasyl Kotsjoebej

Vasyl Leontijovitsj Kotsjoebej (Russisch: Василий Леонтьевич Кочубей, Oekraïens: Василь Леонтiйович Кочубей) (ca. 1640 - 15 juli 1708) was een Oekraïense edelman en staatsman van Tataarse afkomst. Viktor Kotsjoebej was zijn achterkleinzoon.
Vasyl Kotsjoebej was zelf de kleinzoon van de Krim-Tataarse bej Kücük, die zich in de 16e eeuw in Oekraïne vestigde en orthodox werd om als Andri Kotsjoebej in het leger te dienen.
Tussen 1687 en 1704 was Vasyl Kotsjoebej een naaste vertrouwensman van de Oekraïense hetman Ivan Mazepa. Als kozakkenleider nam Kotsjoebej deel aan de Azovveldtochten van 1695/6. In 1704 werd Kotsjoebejs 20-jarige dochter, Motria, verliefd op de 63-jarige Ivan Mazepa. Hij beantwoordde haar gevoelens, maar vroeg niet om haar hand, aangezien hij haar doopvader was. Kotsjoebej en vooral zijn vrouw voelden zich persoonlijk beledigd door deze affaire en Kotsjoebej nam dan ook afstand van Mazepa. Tussen 1704 en 1707 waarschuwde Kotsjoebej de Russische tsaar Peter de Grote herhaaldelijk voor Mazepa's geheime plan om met Rusland te breken. Mazepa zou zich willen aansluiten bij Stanislaus I Leszczyński van Polen en Karel XII van Zweden tegen Rusland.
De tsaar wilde Kotsjoebej eenvoudig niet geloven en gaf Gavril Golovkin en Pjotr Sjafirov opdracht de aantijgingen te onderzoeken. Ondertussen was Kotsjoebejs correspondentie onderschept en hij werd gearresteerd en gemarteld. Overgeleverd aan Mazepa, werd Kotsjoebej op 15 juli 1708 in het plaatsje Borshchahivka bij Bila Tserkva onthoofd. Binnen enkele maanden werd Mazepa's verraad bekend en kreeg Kotsjoebej een waardige begrafenis op het terrein van Kyiv Pechersk Lavra.
Het verhaal van Kotsjoebej werd door de schrijver Aleksandr Poesjkin geromantiseerd in zijn gedicht 'Poltava' (1828/9), waarna Tsjaikovski zijn opera Mazeppa (1884) componeerde.
In 'Grensland' wordt Poesjkin van geschiedvervalsing beschuldigd en zou in werkelijkheid Vasyl Kotsjoebej in opdracht van Peter de Grote zijn gemarteld en onthoofd. De Kotsjoebejs werden evenwel in ere hersteld toen Mazepa's verraad werd aangetoond. Vasyls achterkleinzoon Viktor Kotsjoebej werd kanselier van de Russische keizer.